# Eocuma hilgendorfi
Eocuma hilgendorfi är en kräftdjursart som beskrevs av Johann Marcusen 1894. Eocuma hilgendorfi ingår i släktet Eocuma och familjen Bodotriidae. Inga underarter finns listade i Catalogue of Life.